# Rachelina und die Maccheronies
Rachelina und die Maccheronies ist eine in Berlin beheimatete Band, die vor allem neapolitanische Volksmusik spielt. Sie wurde von der italienischen Sängerin Rachelina (eigentlich: Rachelina Giordano) gegründet, die in Palermo geboren wurde und in Neapel aufwuchs. Rachelina kam als Au-Pair-Mädchen nach Berlin.

## Diskografie
Alben
- 2000: Core Analfabbeta (PlancTon Records)
- 2001: Pesce Fritt' E Baccala (Duo-Phon Records)
- 2004: Terra Terra (Duo-Phon Records)